# I・R・I・A ZEIRAM THE ANIMATION
『I・Я・I・A ZЁIЯAM THE ANIMATION』（イ・リ・ア ゼイラム ジ アニメーション）は、1994年6月23日に発売されたOVA作品。全6巻。1991年に公開された映画『ゼイラム』をアニメーション化した作品である。

## ストーリー
地球から遥か離れたマイス星系の主星、マイス星。イリアは捜索者である兄、グレンの助手を務めていた。ある日、グレンに仕事仲間のボブから、ハイジャックされた宇宙船カルマ号の乗組員の救助と運搬物の確保という仕事の依頼が舞い込む。留守を託されたイリアだったが、出発の際グレンとボブが思わぬ妨害を受けたため、行きがかり上同行することとなる。
カルマ号の捜索を行うイリア達だったが、運搬物の姿はなく、乗組員の多くが虐殺されていた。船の責任者を発見したイリアとグレンは事件の真相を問いただす。その時、イリア達に不死身の宇宙生物ゼイラムが襲い掛かる。実は運搬物の正体はゼイラムだったのだ。そして、イリアはゼイラムを巡る陰謀と戦いに巻き込まれていく。

## 登場人物
イリア
声 - 久川綾
捜索者の仮免許を持つ兄想いの少女。マイス星でグレンと共に暮らしている。
女性だがマイス星系では男性のするものとされる髪飾りをしている。
後にカルマ号事件でゼイラムを巡る陰謀に巻き込まれる。その後、免許を取り正式な捜索者となる。
グレン
声 - 小杉十郎太
人格、力量共に優れた一流の捜索者。イリアの義理の兄。カルマ号事件の後、行方不明となってしまう。
後にゼイラムに寄生されて現れた。
ボブ
声 - 池田勝
捜索者達に仕事を割り振るゴンパック警備保障の社員でグレンの仕事仲間。イリアの良き理解者でもある。
カルマ号でゼイラムに襲われ重傷を負ってしまう。口癖は「まったく、お前たち兄妹はよく似ている」。実写映画と違いAIではないが、3話以降から実写映画と同じ姿になった。
フジクロ
声 - 千葉繁
イリア達の同業者である捜索者。傘状の乗り物であるデンパダンに乗る。
イリアの仕事を横取りしたり、ちょっかいを出したりするのだが、何だかんだいってイリアを見守っている。ケイが女性であることを見抜いていた。
ケイ
声 - かないみか
リゾート惑星タオ・ワ・ジャンのスラムであるたそがれ地区で暮らすストリートチルドレン。
イリアのクレイパーを盗もうとしたことでイリアと知り合う。普段は勝気な少年として振舞っているが実は少女。
コミマサ
声 - 坂本千夏
ケイの親友。
ドクタートゥカ
声 - 藤本譲
ゼイラム研究の第一人者で頑固爺。ゼイラム研究者で唯一の生き残り。
ゼイラム対策のためマイス星に招かれる。
サラ
声 - こおろぎさとみ
ジャンバル
声 - 立木文彦
マイス当局の重役
ドゥンバム
声 - 中博史
マイス当局の重役
プットゥバヤ
声 - 麦人
テダンティッペダイ社の副社長。
ゼイラムを兵器とするためマイス星系に持ち込んだ張本人。
ゼイラム
声 - 高木渉
凶暴な宇宙生物で寄生生物。
ナンブー
声 - 高木渉
賞金首。それなりに実力はありイリアとの格闘で劣る部分は不意打ちで賄うなど機転の良さを見せた。
イリアと戦った末に実力の差を理解し逃亡を図る。しかし、漁夫の利を狙っていたフジクロの奇襲によって捕えられる。
コンパック男
声 - 石野竜三

## スタッフ
- 原作 - 雨宮慶太
- 監督 - アミノテツロー
- キャラクター原案 - 桂正和
- キャラクターデザイン - 音無竜之介、深沢幸司、新羽こういちろう、木﨑文智（第1話）、広田正志（第2話、第4話）、勝亦祥悦（第3話、第4話）、佐藤和巳（第4話 - 第6話）
- アニメーションコーディネーター - 角谷哲生、日下直義（第1話）
- 美術監督 - 海野よしみ
- 色彩設定 - 中野倫明
- 撮影監督 - 橋本和典
- 音楽 - 吉川洋一郎
- 録音監督 - 田中英行
- プロデューサー - 寺田将人、日比靖浩、加藤博
- 制作プロデューサー - 梅原勝
- アニメーション制作 - 葦プロダクション
- 製作 - ゼイラム製作委員会

## 主題歌
オープニングテーマ「溶けていく夢の果てに」
作詞 - こばやしユカ / 作曲・編曲 - 吉川洋一郎 / 歌 - 後藤弥生
エンディングテーマ「夢は遠いけれど」
作詞 - 白峰美津子 / 作曲・編曲 - 安部隆雄 / 歌 - SAEKO
挿入歌「思い出に近い空」
作詞 - 白峰美津子 / 作曲・編曲 - 吉川洋一郎 / 歌 - 久川綾

## 各話リスト
| 話数  | サブタイトル        | 脚本           | 絵コンテ          | 演出         | 作画監督                                      | 総作画監督 |
| ----- | ------------------- | -------------- | ----------------- | ------------ | --------------------------------------------- | ---------- |
| 第1話 | 射干玉 -ぬばたま-   | アミノテツロー | アミノテツロー    | 高橋なおひと | 新羽こういちろう                              | 音無竜之介 |
| 第2話 | 暴 -あかしま-       | 荒川稔久       | 土蛇我現          | 日下直義     | 広田正志、深沢幸司                            | 音無竜之介 |
| 第3話 | 面影 -おもかげ-     | アミノテツロー | 高橋なおひと      | 勝亦祥悦     | 深沢幸司、新羽こういちろう 安東信悦           | 音無竜之介 |
| 第4話 | 帚木 -ははきぎ-     | 松本肇         | 土蛇我現          | 勝亦祥悦     | 安東信悦、深沢幸司 新羽こういちろう、佐藤和巳 | 音無竜之介 |
| 第5話 | 声風 -こわぶり-     | 松本肇         | 土蛇我現 勝亦祥悦 | 勝亦祥悦     | 安東信悦、深沢幸司 新羽こういちろう、佐藤和巳 | 音無竜之介 |
| 第6話 | 麻本呂婆 -まほろば- | 荒川稔久       | アミノテツロー    | 勝亦祥悦     | 音無竜之介                                    | -          |

## 関連商品

### ビデオカセット（VHS）・レーザーディスク（LD）
- I・R・I・A ZEIRAM THE ANIMATION Vol.1「射干玉 -ぬばたま-」 1994年6月23日発売
- I・R・I・A ZEIRAM THE ANIMATION Vol.2「暴 -あかしま-」 1994年7月20日発売
- I・R・I・A ZEIRAM THE ANIMATION Vol.3「面影 -おもかげ-」 1994年8月24日発売
- I・R・I・A ZEIRAM THE ANIMATION Vol.4「帚木 -ははきぎ-」 1994年9月23日発売
- I・R・I・A ZEIRAM THE ANIMATION Vol.5「声風 -こわぶり-」 1994年10月21日発売
- I・R・I・A ZEIRAM THE ANIMATION Vol.6「麻本呂婆 -まほろば-」 1994年11月21日発売

### DVD
- I・R・I・A ZEIRAM THE ANIMATION COMPLETE EDITION 2004年6月25日発売

### ゲーム
- ハイパーイリア (スーパーファミコン) 1995年10月13日発売